# Triggernometry
Triggernometry – piąty studyjny album amerykańskiego duetu Onyx. Został wydany 12 sierpnia 2003 roku. Płyta dotarła do 66. miejsca notowania Top R&B/Hip-Hop Albums.

## Lista utworów
Źródło.
1. "Triggernometry Intro" – 0:58
2. "Gun Clap Music" – 4:08
3. "Stick Up" – 0:27
4. "JMJ" – 4:10
5. "Def Scams" – 0:39
6. "Street Is Us" (featuring T Hussle) – 2:52
7. "Source Awards" – 1:04
8. "Wild N Here" – 3:58
9. "'93 Flex" – 0:39
10. "O.N.Y.X. RMX" (featuring Genovese) – 3:54
11. "Wu da Competition" – 1:06
12. "Over" (featuring Begetz) – 4:13
13. "B.I.G." – 1:17
14. "Look Dog" (featuring X-1) – 3:16
15. "Irv da A&R" – 0:53
16. "Da Next Niggas, Pt. 2" – 3:42
17. "Rappers in Flicks" – 0:31
18. "Champions" (featuring X-1) – 3:23
19. "Holla Back 50" – 2:30
20. "Mama Cryin" (featuring X-1, Begetz, Dirty Getinz & Bad Luck) – 4:01
21. "Triggernometry (Outro)" – 0:37